# Niccolò Fontana Tartaglia
Nicolò Fontana (Brescia, c. 1499 - Venecia, 13 de diciembre de 1557) fue un matemático e ingeniero italiano, apodado Tartaglia a causa de su tartamudez.

## Biografía
Nació en Brescia en 1499, ciudad entonces dependiente de la República de Venecia. Era hijo de Michele Fontana, que murió cuando Tartaglia tenía seis años, dejando a la familia, madre y tres hijos, en una situación de pobreza.
Cuando tenía doce años, las tropas francesas al mando de Gastón de Foix invadieron la ciudad de Brescia. Niccolò Fontana, a pesar de estar escondido en la catedral, recibió varias heridas en el rostro y la mandíbula, una de ellas en la boca. Las secuelas de esta herida le causaron la tartamudez que dio origen al sobrenombre Tartaglia (tartamudo) con el que llegó a firmar sus obras.
Huérfano y sin medios materiales para proveerse una instrucción formal, se cuenta que Tartaglia solo aprendió la mitad del alfabeto (exactamente hasta la letra k) de un tutor privado antes de que el dinero se agotara, y, posteriormente, tuvo que aprender el resto por su cuenta. Sea como fuere, su aprendizaje fue esencialmente autodidáctico.
Llegó a ser uno de los principales matemáticos del siglo XVI. En 1535 hizo correr el rumor de que había descubierto la  fórmula para resolver ecuaciones de tercer grado, Antonio Maria Del Fiore un discípulo del profesor matemático de la Universidad de Bolonia Scipione del Ferro alzó su voz de protesta y acusa a tartaglia de impostor, para dilucidar esta situación Fiore desafió a Tartaglia a un concurso. Tartaglia aceptó y ganó el desafío.
Enseñó esta ciencia sucesivamente en Verona, Vicenza, Brescia y finalmente, en Venecia; donde falleció en 1557 víctima de pobreza material, que le acompañó toda su vida.

## Contribuciones al álgebra clásica
Fue  inventor de un método, similar a la fórmula para ecuaciones cuadráticas, para resolver ecuaciones de tercer grado. Estando ya en Venecia, en 1535, su colega del Fiore (discípulo de Scipione del Ferro, de quien había recibido la fórmula para resolver ecuaciones cúbicas), le propuso un duelo matemático, que Tartaglia aceptó. A partir de este duelo y en su afán de ganarlo, Tartaglia desarrolló la fórmula general para resolver las ecuaciones de tercer grado, por lo que consiguió resolver las treinta cuestiones que le planteó su contrincante, sin que este lograse resolver ninguna de las propuestas por Tartaglia, que se había valido de su propio trabajo iniciado cinco años antes, cuando Zuanne da Coi le había solicitado que resolviera dos ecuaciones cúbicas de un tipo que Del Fiore era incapaz de resolver.
El éxito de Tartaglia en el duelo llegó a oídos de Gerolamo Cardano, quien le rogó que le comunicase su fórmula, a lo que accedió, pero exigiéndole a Cardano jurar que no la publicaría. Sin embargo, en vista de que Tartaglia no publicaba su fórmula, y que al parecer llegó a manos de Cardano un escrito inédito de otro matemático fechado con anterioridad al de Tartaglia, y en el que independiente se llegaba al mismo resultado, fue finalmente Cardano quien, considerándose libre del juramento, la publicó en su obra Ars magna (1545). A pesar de que Cardano acreditó la autoría de Tartaglia, este quedó profundamente afectado, llegando a insultar públicamente a Cardano, tanto personal como profesionalmente, terminando siendo enemigos irreconciliables. Como consecuencia de estos hechos, las fórmulas de Tartaglia pasaron a la posteridad como fórmulas de Cardano.
Otras aportaciones destacables de Tartaglia fueron los primeros estudios de aplicación de las matemáticas a la artillería en el cálculo de la trayectorias de los proyectiles (trabajos confirmados posteriormente por los estudios acerca de la caída de los cuerpos realizados por Galileo), así como por la expresión matemática para el cálculo del volumen de un tetraedro cualquiera en función de las longitudes de sus lados, la llamada fórmula de Tartaglia, una generalización de la fórmula de Herón (usada para el cálculo del área del triángulo):
{\displaystyle V^{2}={\frac {1}{288}}\det {\begin{bmatrix}0&d_{12}^{2}&d_{13}^{2}&d_{14}^{2}&1\\d_{21}^{2}&0&d_{23}^{2}&d_{24}^{2}&1\\d_{31}^{2}&d_{32}^{2}&0&d_{34}^{2}&1\\d_{41}^{2}&d_{42}^{2}&d_{43}^{2}&0&1\\1&1&1&1&0\end{bmatrix}}}
.
Además de sus trabajos matemáticos, Tartaglia publicó las primeras traducciones al italiano de las obras de Arquímedes y Euclides.

## Obras
- Trattato di numeri et misure.
- Nuova Scientia, cioè invenzione nuovamente trovata utile per ciasculo speculativo matematico bombardero et altri (1546).
- Questi et invenzioni diverse.
- La travagliata invenzione.
- Trattato di aritmética.

También se dedicó a escribir libros, en total escribió 43 libros.